# علاج إعادة التأهيل المعرفي
يشير مصطلح إعادة التأهيل المعرفي إلى مجموعة واسعة من التدخلات المسندة بالأدلة والمصممة من أجل تحسين الأداء المعرفي للأشخاص المصابين بالدماغ أو الذين يعانون من ضعف معرفي حتى يستعيدوا الأداء الطبيعي، أو للتعويض عن القصور المعرفي. يستلزم الأمر برنامجًا فرديًا للتدريب على مهارات وممارسات محددة بالإضافة إلى استراتيجيات ما وراء معرفية. تتضمن الاستراتيجيات ما وراء المعرفية مساعدة المريض على زيادة الوعي الذاتي فيما يتعلق بمهارات حل المشكلات من خلال تعلم كيفية مراقبة فعالية هذه المهارات والتصحيح الذاتي عند الضرورة.
العلاج التأهيلي المعرفي (الذي يقدمه معالج مدرب) هو مجموعة فرعية من إعادة التأهيل المعرفي (إعادة التأهيل المجتمعي، غالبًا في إصابات الدماغ الرضحية؛ الذي يقدمه متخصصو إعادة التأهيل) وقد ثبت أنه فعال للأفراد الذين أصيبوا بسكتة دماغية في الجانب الأيسر أو الأيمن أو تعرضوا لرض في الدماغ. استخدم نوع من علاج إعادة التأهيل الإدراكي بمساعدة الكمبيوتر يسمى العلاج المعرفي لعلاج الفصام واضطراب نقص الانتباه مع فرط النشاط واضطراب الاكتئاب الشديد.
يعتمد إعادة التأهيل المعرفي على استراتيجيات إصابات الدماغ التي تتضمن الذاكرة، الوظائف التنفيذية وتخطيط الأنشطة والمتابعة (على سبيل المثال، الذاكرة، تسلسل المهام، القوائم).
قد يوصى به أيضًا لإصابات الدماغ الرضحية، وهي الفئة الأساسية التي طورت من أجلها في مجتمعات الجامعة الطبية وإعادة التأهيل، مثل تلك التي لحقت بالنائبة الأمريكية غابي جيفوردز، وفقًا لـ الدكتور جريجوري جيه أوشانيك من جمعية إصابات الدماغ الأمريكية. وأكد طبيبها الجديد أن ذلك سيكون جزءًا من إعادة تأهيلها. قد يكون إعادة التأهيل المعرفي جزءًا من برنامج خدمات مجتمعية شامل ومتكامل في الخدمات السكنية، مثل المعيشة المدعومة، والتوظيف المدعوم، ودعم الأسرة، والتعليم المهني، والصحة المنزلية (كمساعدة شخصية)، الترفيه، أو البرامج التعليمية في المجتمع.

### إعادة التأهيل المعرفي للإهمال الحيزي بعد السكتة الدماغية
مجموعة الأدلة الحالية غير مؤكدة بشأن فعالية إعادة التأهيل المعرفي للحد من الآثار المعوقة للإهمال وزيادة الاستقلالية ما يزال غير مثبت. ومع ذلك، هناك أدلة محدودة على أن إعادة التأهيل المعرفي قد يكون له تأثير مفيد فوري على اختبارات الإهمال. بشكل عام، لا يمكن دعم أي نهج إعادة التأهيل بالأدلة على الإهمال المكاني.

## التقييمات
وفقًا للنص القياسي الذي كتبه سولبيرغ وماتير.
يستجيب الأفراد والأسر بشكل مختلف للتدخلات المختلفة، بطرق مختلفة، في أوقات مختلفة بعد الإصابة. الأداء السابق للمرض والشخصية والدعم الاجتماعي والمتطلبات البيئية ليست سوى عدد قليل من العوامل التي يمكن أن تؤثر بعمق على النتيجة. في هذه الاستجابة المتغيرة للعلاج، لا تختلف إعادة التأهيل الإدراكي عن علاج السرطان، أو مرض السكري، أو أمراض القلب، أو داء باركنسون، أو إصابة الحبل الشوكي، أو الاضطرابات النفسية، أو أي إصابة أو عملية مرضية أخرى تكون الاستجابة المتغيرة للعلاجات المختلفة هي القاعدة.
ومع ذلك، أجريت العديد من التحليلات الإحصائية المختلفة لفوائد هذا العلاج. قامت إحدى الدراسات التي أجريت في عام 2002 بتحليل 47 مقارنة علاجية وذكرت فائدة تفاضلية لصالح إعادة التأهيل الإدراكي في 37 مقارنة من أصل 47 أي (78.7%)، مع عدم وجود مقارنة توضح فائدة لصالح حالة العلاج البديل.
استشهدت وزارة الدفاع الأمريكية بدراسة داخلية أجرتها وكالة إدارة ترايكير في عام 2009 كسبب لرفضها دفع تكاليف هذا العلاج للمحاربين القدامى الذين أصيبوا بإصابات دماغية. وفقًا لترايكير: لا توجد أبحاث كافية قائمة على الأدلة متاحة لاستنتاج أن علاج إعادة التأهيل المعرفي مفيد في علاج إصابات الدماغ الرضحية.